# ジョー・ガウチ
ジョー・ガウチ（英語: Joe Gauci、2000年7月4日 - ）は、オーストラリア・アデレード生まれのサッカー選手。EFLリーグ1・ポート・ヴェイル所属。オーストラリア代表。ポジションはGK。

## クラブ歴
アデレードに生まれたが、4歳の時に母親の仕事の関係で隣国ニュージーランドのワイヘケ島に移住した。ワイヘケ・ユナイテッドAFCでサッカーを始めたが、当初はストライカーであった。練習中にゴールキーパーを務めたところ、才能を見せたことでコンバートとなった。
11歳の時にアデレードに戻り、カンバーランド・ユナイテッドFCの下部組織に移籍した。その後南オーストラリア州ナショナルトレーニングセンターに移籍し、後にアデレード・ユナイテッドFCでも師弟関係となるカール・ヴァールトと出会った。
16歳の時にウェスト・トーレンス・ビルカッラSCで選手となり、チームのタイトル獲得に貢献した。2017年2月にはセントラルコースト・マリナーズFCの練習に参加したが、この時点でオファーは貰えなかった。しかし5月に再び練習参加すると2年のスカラーシップでプロ契約を締結した。契約満了によって2019年6月に退団した。直後にアデレード・シティFCに移籍した。
同年9月9日にスカラーシップでメルボルン・シティFCに加入したが、出場機会はなかった。
2020年10月7日にアデレード・ユナイテッドFCにスカラーシップで加入。ジェームズ・デリアノフの負傷によって2021年3月13日にAリーグ・メン初出場を記録した。その後正ゴールキーパーとなるが、5月13日のリーグ戦のウォーミングアップで負傷し、同シーズンは終了した。この年の活躍で2年の契約延長となった。さらに2023年4月13日に3年の契約延長となった。
2024年2月1日、イングランド・プレミアリーグのアストン・ヴィラFCとの契約を発表。9月24日、カラバオ・カップのウィコム・ワンダラーズFC戦にて移籍後初出場した。しかし、プレミアリーグでの出場機会はなく、2025年1月30日に2024-25シーズン終了までの期限付き移籍でEFLリーグ1（イングランド3部）のバーンズリーFCに加入。

## 代表歴
マルタ系の家にオーストラリアで生まれて、ニュージーランドでも育ったために三国の出場資格を有しているが、オーストラリア代表として出場している。
年代別代表ではAFC U23アジアカップ2022に参加した。
A代表では2022年3月に2022 FIFAワールドカップ・アジア3次予選に臨む代表に帯同する練習生として初招集された。翌年3月のエクアドル代表との親善試合の際に代表メンバーとして初招集された。28日の試合で出場し、オーストラリアA代表として初出場を記録した。

## プレースタイル
キャッチやシュートストップに定評のあるゴールキーパーで、試合運びについても評価が高い。ダニエル・マクブリーンは、彼には明確な弱点というのが存在しないと述べている。その鉄壁さから、ファンからは「ガウチの長城」とも称され、代表での定着も期待されている。

## 私生活
弟もアマチュアのサッカー選手である。
2022年4月に癌で苦しむ子供とその家族を支援する団体の大使に就任、以降自身が試合でセーブをする度に20豪ドルを同団体に寄付し続けている。